# Samuel (profeet)

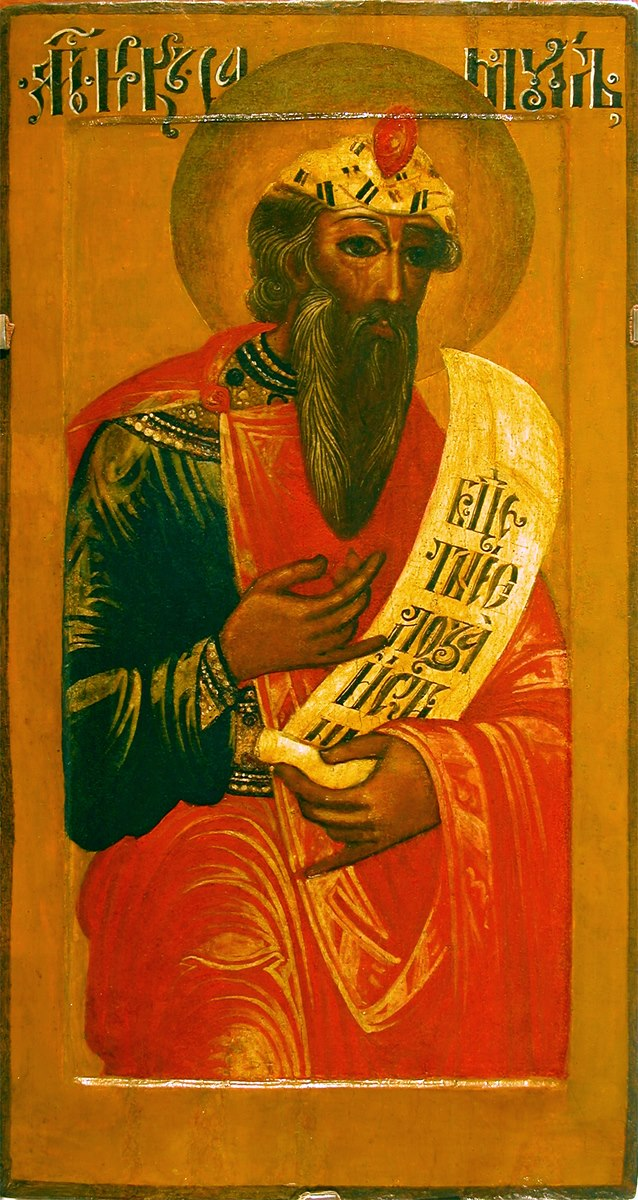
Icoon van de profeet Samuel, 17e eeuw

Samuel (Hebreeuws: שְׁמוּאֵל, Šəmū’el, betekenis onbekend, mogelijk afgeleid van שם האלוהים, Shem Alohim, "naam van God" of שמע אלוהים, Sh'ma Alohim, "God werd gehoord") was volgens de Hebreeuwse Bijbel een profeet die sterk betrokken was bij de vorming van het Verenigd Koninkrijk Israël, in de periode rond 1000 v.Chr. Hij was ook rechter van de Israëlieten en priester. Alleen aan Mozes werden meer functies toegeschreven dan aan Samuel.

## Leven
Samuel was een zoon van Elkana en Hanna. Hanna was lange tijd kinderloos en bad God om een zoon. Als Hij haar gebed zou verhoren zou Hanna haar zoon aan God teruggeven. Toen Samuel oud genoeg was bracht zij hem naar de priester Eli in Silo om dienst te doen in de tabernakel (1 Samuel 1:24-28).
1 Samuel 3 vertelt hoe Samuel 's nachts door God geroepen wordt om dienst te doen voor Hem. Na de dood van Eli en zijn zonen ging Samuel in Rama wonen, waar ook zijn ouders woonden (1 Samuel 7:15-17).
Toen Samuel oud geworden was stelde hij twee van zijn zonen aan als richters over Israël: Joël en Abia (1 Samuel 8:1,2). Zij waren corrupt en het volk wilde een koning (1 Samuel 8:3-5). Na wat tegenstribbelen (1 Samuel 8:6) zalfde Samuel daarop Saul tot koning van Israel (1 Samuel 10:1). Omdat Saul Gods gunst verspeelde, droeg God Samuel op om David tot koning te zalven (1 Samuel 16:1-13).
Samuel overleed in de periode tussen Davids zalving en Sauls dood en werd begraven in Rama (1 Samuel 25:1).

### Samuels geest opgeroepen
Saul zocht vergeefs contact met JHWH via de Urim en Tummim en profeten. Daarom bezocht hij de geestenbezweerster van Endor. Op verzoek van Saul riep zij de geest van de overleden Samuel op, waarop deze verscheen. Samuel profeteerde Saul dat hij de volgende dag zou sterven, hetgeen gebeurde (1 Samuel 28, 31).

## Toegeschreven werken
De geschiedenis van Samuel wordt beschreven in het naar hem genoemde Bijbelboek 1 Samuel:1-24. Hij wordt geacht deze geschiedenis zelf geschreven te hebben. De rest van de boeken 1 en 2 Samuel gaat over de tijd na Samuels dood. Ook de boeken Richteren en Ruth uit de Hebreeuwse Bijbel worden aan Samuel toegeschreven.